# 冒険者になりたいと都に出て行った娘がSランクになってた
『冒険者になりたいと都に出て行った娘がSランクになってた』（ぼうけんしゃになりたいとみやこにでていったむすめがエスランクになってた）は、門司柿家による日本のライトノベル作品。「小説家になろう」にて2017年9月18日から2020年1月21日まで連載され、書籍版はアース・スターノベル（アース・スター エンターテイメント）より2018年2月15日から2021年11月16日にかけて全11巻が刊行された後、2023年11月に1 - 11巻に付属した特典ショートストーリーをまとめた『小品集』が電子書籍版限定で刊行された。イラストはtoi8。略称は「むすえす」。（アニメ版では「Sランク娘」）
メディアミックスとして、漆原玖によるコミカライズが『コミック アース・スター』（同社）にて2018年5月8日より連載中。単行本は『冒険者になりたいと都に出て行った娘がSランクになってた 黒髪の戦乙女』のタイトルで発売されている。2023年9月から12月までテレビアニメが放送された。
シリーズ累計部数は2023年6月時点で100万部を突破している。

## 登場人物
アンジェリン
声 - 早見沙織
オルフェンを拠点に活動するSランク冒険者で、黒い長髪から「黒髪の戦乙女」と呼ばれている少女。
元々は捨て子で、ベルグリフに拾われて親子となった。
Sランクとなったためトルネラに帰って父親のベルグリフに会おうとしているのだが、近年の魔物の活発化によって休暇が取れない状況であり、運よく休暇を取れても突然の依頼や魔物の襲撃によって休暇を潰され、トルネラには一向に帰ることが出来ていない。
重度のファザコンであり、ベルグリフが絡むと度々暴走する。
親子仲は良好だが母親を求めている節があり、度々ベルグリフを結婚させようと画策することがある。
アネッサやミリアムと比較するとあまり胸が成長していないのが悩み。
魔王の一人「バアル」を倒した功績で長期休暇の申請が通ったため、ようやくトルネラに帰郷しベルグリフに会う事ができた。
その後、ベルグリフが頼まれたボルドー家への手紙を届ける旅に同行し、ボルドー家とマルタ伯爵の争いに親子ともども巻き込まれることになる。
更にその後、魔王討伐の功績をたたえるための祝賀会としてエストガル大公に呼び出され、後継者争いに巻き込まれる。また、アンジェリンに会いにオルフェンに来たベルグリフとはすれ違いになるが、その後カシムを連れて戻ってきた際に遭遇する。
ベルグリフ
声 - 諏訪部順一
トルネラに住む、片足が義足の元冒険者。後ろで纏めている赤い髪と、もみあげとつながった赤髭が特徴。
アンジェリンを拾い、父親となる。愛称は「ベル」だが本人は女性のような名前だと気にしている。
両親を早くに亡くし、15歳の時に故郷に錦を飾ろうとオルフェンの都に出た。冒険者になって2年と少しほどで黒い魔獣（詳細は不明だが、特徴から魔王の一体である可能性がある。）に右足を食いちぎられて片足を欠損。このことをきっかけに冒険者を引退し、故郷に戻った。
ランクは最も低いE。冒険者としての実績が無いため本来二つ名を持たないのだが、アンジェリンによって勝手に「赤鬼」という二つ名を付けられ、二つ名だけが独り歩きをしている。
冒険者歴が短くランクEであるため自己評価は非常に低いが、引退していなければ間違いなく歴史に残る冒険者として大成していたとされるほど類い稀なる才能の持ち主で、20年以上のブランクや加齢による衰え、片足が義足という重いハンデを抱えていながら、修行時代から天性の才覚を遺憾なく発揮していたアンジェリンに「一太刀も入れる事が出来なかった」と言わせ、AAランクであるサーシャを瞬く間に倒せる程実力は非常に高い。トルネラに帰ってきたアンジェリンと手合わせした際も、冒険者として経験を積んで修業時代とは比較にならないほど強くなっていた彼女に対し悪癖を突くことで瞬時に倒している。
ミリアムが耳を隠す理由を「耳が寒い」と思い込むなど、多少のんきなところがある。
ボルドー家への手紙を届けるよう頼まれ、アンジェリンのパーティと共にボルドー家へ向かったところ、ボルドー家とマルタ伯爵の争いに巻き込まれることになる。騒乱終結後は一緒に住むことを提案するアンジェリンに対して「トルネラに帰ることは無くなる」と拒否。アンジェリンと別れ、一人でトルネラへと帰った。
その後マルグリットを連れてアンジェリンに会いにオルフェンに向かうが、運悪くアンジェリンは祝賀会に呼び出され不在、また「赤鬼」の話を聞いていたチェボルグに注目され、手合わせをする羽目になった。その後、アンジェリンがエストガル大公の元から連れてきた、かつての仲間であるカシムと再会することとなった。
アネッサ
声 - 河瀬茉希
アンジェリンのパーティーのまとめ役。弓使いのAAAランク冒険者。
ミリアム
声 - 大久保瑠美
魔法を得意とする獣人のAAAランク冒険者。
この世界は獣人に対して差別意識があるため、大きな帽子で獣耳を隠している。アンジェリンのパーティーの中で最も胸が大きい。
ヘルベチカ・ボルドー
声 - 井上麻里奈
トルネラを含む北部一帯を治める大領主ボルドー家の長女。本来の当主である父親は作中で死亡したため、彼女が当主となった。サーシャがベルグリフに倒された話を聞いてトルネラを訪れ、ベルグリフをしつこく勧誘する。最終的にベルグリフを捕獲しようと親衛隊まで駆り出すが、ベルグリフの威圧で動きを止められ、今度は自分が嫁になろうとしたところを、後を追ってきたセレンに阻止される。
マルタ伯爵とのいざこざでは、マルタ伯爵の陰謀による襲撃を受けたことで潔白であることをやめる覚悟を決め、マルタ伯爵を暗殺した。
サーシャ・ボルドー
声 - 水野朔
大領主ボルドー家の次女。AAランクの冒険者。セレンがアンジェリンに助けられ、アンジェリンが「お礼は父親に」と言ったため、金貨100枚をベルグリフに渡すためにトルネラを訪れる。
この時ベルグリフに剣技の指南を申し込み、模擬戦を行うが瞬く間に倒される。
マルタ伯爵とのいざこざでは、アンデッドの襲撃を受けた後マルタ伯爵を捕らえる為動くが、ヘルベチカ暗殺に動くビャクとシャルロッテにたまたま遭遇し戦闘、倒されかけたところをアンジェリンに助けられる。
セレン・ボルドー
声 - 市ノ瀬加那
大領主ボルドー家の三女。実力のあるものを手に入れたがって暴走するヘルベチカのブレーキ役。
危篤の状態である父親を看取るため実家に向かっている最中に盗賊に襲われ、そこをたまたま通りがかったアンジェリンに助けられる。自分の休暇を潰して実家へ送り届けてくれたアンジェリンにお礼をしようとするが、アンジェリンは「お礼は父親に」と受け取りを拒否。これがボルドー家とベルグリフのつながりを作るきっかけとなった。なお、父親は無事に到着したセレンに看取られて死亡した。
その後ベルグリフを無理に連れ出そうとするヘルベチカを追いかけて、馬車に閉じ込めるが、ベルグリフの仲裁で出してあげた。
アシュクロフト
声 - 戸谷菊之介
ボルドー家に仕える家令でありながら剣士。手紙を渡すためにボルドー家を訪れた際にベルグリフ達と出会う。自分が尊敬するサーシャがベルグリフを師匠と慕う光景を快く思わず、ベルグリフを貶したところサーシャにベルグリフと手合わせするように命令される。ベルグリフとの手合わせでは、泥で足を滑らせたベルグリフによる偶然の攻撃によって足を払われ、一撃で倒される。その後、直前にアンジェリンと口喧嘩になったことでアンジェリンとも戦うことになりボコボコにされた。
その後マルタ伯爵の陰謀で召喚され屋敷に侵入しようとするアンデッドと戦うことになり、アンジェリンとの戦いで負傷していたため全力を出せず苦戦するが、ベルグリフに助けられた。
その後礼としてエルフの薬をベルグリフに渡し、これがアンジェリンとシャルロッテを助けることとなる。
シャルロッテ
声 - 高尾奏音
大魔導ソロモンを崇める異端の教えを広めている謎の少女。
元々ルクレシア出身のヴィエナ教のシスターであったが、裏切られて両親を殺されてからヴィエナ教を恨み、ビャクの勧誘でソロモンを崇めるようになった。
マルタ伯爵と共謀し、アンデッドを召喚してボルドー領を襲撃させ、自分で助けるという自作自演を行った。
その後単独でボルドーの屋敷に侵入しベルグリフと戦闘になるが、戦闘中にアンデッドを召喚する指輪が暴走、飲み込まれかけたところをエルフの薬を持っていたベルグリフに助けられ、そのままビャクとともに撤退した。
その後は更生し、だまし取った金を返却していたところをアンジェリンと出くわす。当初は以前の敵対から剣を向けられるが、ヴィエナ教の暗殺者に襲われたことから、アンジェリンの庇護下に置かれる。
ビャク
声 - 浦和希
シャルロッテと共に行動し、彼女を護衛している少年。見えない魔弾を撃ち、立体魔法陣を形成するなど高い実力を持つ。
ボルドーの屋敷に侵入しようとしたところ道中でサーシャと出くわし戦闘、シャルロッテを先にボルドーの屋敷に行かせて自身は足止めを行うが、後から加勢したアンジェリンに倒されかけ、瞬間移動で逃走。その後屋敷内にいるシャルロッテと合流し撤退した。
その後は更生し、だまし取った金を返却していたところをアンジェリンと出くわす。当初は以前の敵対から剣を向けられるが、ヴィエナ教の暗殺者に襲われたことから、アンジェリンの庇護下に置かれる。
アンジェリンによるベルグリフの実力自慢は、ボルドーの騒動の時点では実力を見ていないため半信半疑で聞いていたが、後にオルフェンに来たベルグリフとチェボルグの手合わせを目撃し、話が事実だったと知ることとなった。
グラハム
声 - 大塚芳忠
エルフの王族でありながら伝説的な活躍をした冒険者の老エルフ。「パラディン（聖騎士）」の二つ名を持つ。好き勝手に行動するマルグリットを止める為、先回りでトルネラを訪れる。
ベルグリフがオルフェンに行く際は、すでに和解したマルグリットを見張る必要は無いと判断し、ミトと共に留守番をした。
マルグリット
声 - ファイルーズあい
エルフ領の森にある王族の一人娘。勝気な性格。
自分の事をいつまでも認めようとしないグラハムに反発し家出。自分の力を認めさせるため魔物討伐に明け暮れている。
その過程で何もしていないミトに一方的に襲い掛かり、返り討ちに遭う。その後ベルグリフの説得によりグラハムと和解する。
ベルグリフがオルフェンに行く際は一緒に同行し、アンジェリン達のパーティーと遭遇する。
ライオネル
声 - 杉田智和
オルフェンの冒険者をまとめるギルドマスター。
自分を無能と卑下しているが、元Sランク冒険者であり、現在も危険地帯に一人で入り情報収集を行うなど実力は相応にある。
魔物の活発化によって冒険者がオルフェンから逃げてしまい、人材不足に頭を悩ませている。アンジェリンに説得されて引退した冒険者を呼び戻すことを決意し、その結果チェボルグ、ドルトス、マリアが集まった。
チェボルグ
声 - 稲田徹
「撃滅」の二つ名を持つ元Sランク冒険者。船員帽のような帽子など、海軍を連想させる服装が特徴。豪快な性格。アンジェリンからは「マッスル将軍」と呼ばれている。
引退済みの冒険者だが、ライオネルの要請で復帰した。
武器を持っていないが、腕に刻まれた魔法陣でもともと高い身体能力を更に引き上げ、凄まじいパワーで肉弾戦を行う。
ドルトス
声 - 秋元羊介
「しろがね」の二つ名を持つ元Sランク冒険者。白髭から白いローブまで全身真っ白なのが特徴。
引退済みの冒険者だが、ライオネルの要請で復帰した。
大人二人でやっと持ち上げられる、巨大かつ非常に重い斧槍を操る。
マリア
声 - 生天目仁美
「灰色」の二つ名を持つ元Sランク冒険者。68歳だが魔力で老化を止め、肌は瑞々しい。ミリアムの師匠。引退済みの冒険者だが、ライオネルの要請で復帰した。
以前竜を討伐した際竜の血を浴びて呪いにかかってしまい、咳が止まらなくなっている。
ケリー
声 - 島田岳洋
トルネラの住民。
バーンズ
声 - 前田誠二
トルネラの住民。
ホフマン
声 - ボルケーノ太田
トルネラの村長。
マルタ伯爵
声 - 相馬康一
ヘイゼルを治める伯爵。元々公都エルトガルにいたが、権力争いに負けて左遷され、ヘイゼルに流れ着いた経歴を持つ。
冒険者を見下しておりギルドと仲の良いボルドー家を快く思わず、嫌がらせを続けている。
ボルドー家の父親が死亡したことをきっかけにその行動は過激化し、シャルロッテ、ビャクと共謀してアンデッドを利用し、ヘルベチカを殺害したうえで自分で救援を行う自作自演の作戦を実行するが、ベルグリフによってヘルベチカ達を襲うアンデッドが全滅し、作戦は失敗に終わる。その後シャルロッテとビャクを直接ヘルベチカ暗殺に向かわせるが、これも失敗。
その後、ヘルベチカにより暗殺され、一人での見回り中に不届き者に襲われて死亡した、ということになった。
ゴート
声 - 高橋伸也
酒場でアネッサに酔って絡んできたCランク冒険者。
「迅雷」という二つ名を名乗っているが、これは自称であり実際には実績不足により二つ名を持たない。
ダンカン
声 - 山根雅史
冒険者。
ユーリ
声 - Lynn
受付嬢。ライオネルとは元パーティメンバーである。AAAランク。
母親の条件に包容力を求めるアンジェリンからベルグリフへのお見合いを提案される。
ロゼッタ
声 - 南条愛乃
教会孤児院のシスター。孤児であるアネッサとミリアムの母親代わりとなっている。
母親の条件に包容力を求めるアンジェリンからベルグリフへのお見合いを提案される。
その後シャルロッテを狙った暗殺に巻き込まれ、シャルロッテを庇って負傷する。
シュバイツ
声 - 下野紘
白いローブを着た謎の男。アンジェリンが倒した魔王バアルを回収し、何かを企んでいる。
シャルロッテを大魔導ソロモンを崇める異端の教えに導いたのも彼である。
途中何者かに襲われ、バアルの一部を逃がしてしまう。
その後手元に残ったバアルをアンジェリンにけしかけた後、マリアと戦闘になり撤退する。
マリアによると既に死んでいるはずだったとのこと。
バアル
魔王と呼ばれているホムンクルスの一体。
行方不明になった自分の主である魔術師を探して暴走している。
アンジェリンに倒されたあとシュバイツに回収され、輸送途中に攻撃を受けて一部が分裂し、その結果ミトが生まれた。
ミト
声 - 長縄まりあ
魔王の力を宿す子供。バアルが攻撃を受けて分裂した結果生まれた。
当初は洞窟のなかで自衛をしているだけだったが、魔獣に力を吸われて衰弱していたところをベルグリフに救助され、以後はベルグリフの家で生活することとなる。
出生ゆえに人間の常識は全く備わっておらず、ベルグリフの家で生活するまでは木や葉っぱなど何でも食べようとしていた。
ベルグリフがオルフェンに行く際は、グラハムと共に留守番をした。そのためアンジェリンはまだこの子供の存在を把握していない。
ギルメーニャ
声 - 紡木吏佐
ライオネルの元パーティメンバー。AAAランク。
カシム
声 - 吉野裕行
ベルグリフの昔の仲間。元Sランク冒険者。二つ名は「天蓋砕き」。現在は食い逃げの罪で牢屋に投獄されている。
ベルグリフがパーティを抜けたことをきっかけに、パーティが仲違いを始めバラバラになってしまったことで自暴自棄になっており、フランソワの策略を把握した上で乗り、アンジェリンに殺されるつもりで戦いを挑んだ。
実はこの時点ではアンジェリンがベルグリフの娘とは把握しておらず、フランソワの命令でアンジェリンとの戦闘することとなった最中、ベルグリフの名前を聞いたことでようやく把握し戦闘を中断。従う理由が無くなったためフランソワを魔法で吹っ飛ばし、アンジェリンと共にオルフェンに移動。そこでベルグリフと再会した。
パーシヴァル
声 - 土田大
ベルグリフの昔の仲間。二つ名は「覇王剣」。現在は仲違いしバラバラに活動している。
サティ
声 - 折笠富美子
ベルグリフの昔の仲間。エルフ。現在は仲違いしバラバラに活動している。
リーゼロッテ
声 - 伊藤彩沙
エストガル大公の娘。こっそり屋敷を抜け出し、カシムに会いに行っていることがある。
フェルナンド
声 - 井上和彦
エストガル大公の長男。
ヴィラール
声 - 飛田展男
エストガル大公の次男。祝賀会においてアンジェリンの魔王討伐の功績をたたえることを提案した。
フランソワ
声 - 遊佐浩二
エストガル大公の三男。兄二人との仲はかなり悪い。
自分がエストガル大公当主になることを狙っており、アンジェリンの勲章授与にケチをつけようとするが、逆にアンジェリンに酷評され面子を潰される。
その後ベンジャミンに唆されカシムをアンジェリンにけしかけるが、途中でカシムに裏切られ、吹き飛ばされる。
ベンジャミン
声 - 八代拓
皇太子の偽物。本物の所在は不明。
エストガル大公によるアンジェリンの魔王討伐の功績をたたえるための祝賀会に来た際、騒ぎを起こすようにフランソワを扇動する。

## 既刊一覧

### 小説
- 門司柿家（著）・toi8（イラスト） 『冒険者になりたいと都に出て行った娘がSランクになってた』 アース・スター エンターテイメント〈アース・スターノベル〉、全12巻
  - 『冒険者になりたいと都に出て行った娘がSランクになってた 1』、2018年2月15日発売[9]、ISBN 978-4-8030-1162-3
  - 『冒険者になりたいと都に出て行った娘がSランクになってた 2』、2018年5月16日発売[10]、ISBN 978-4-8030-1191-3
  - 『冒険者になりたいと都に出て行った娘がSランクになってた 3』、2018年10月16日発売[11]、ISBN 978-4-8030-1237-8
  - 『冒険者になりたいと都に出て行った娘がSランクになってた 4』、2019年2月15日発売[12]、ISBN 978-4-8030-1272-9
  - 『冒険者になりたいと都に出て行った娘がSランクになってた 5』、2019年6月15日発売[13]、ISBN 978-4-8030-1301-6
  - 『冒険者になりたいと都に出て行った娘がSランクになってた 6』、2019年10月17日発売[14]、ISBN 978-4-8030-1350-4
  - 『冒険者になりたいと都に出て行った娘がSランクになってた 7』、2020年2月15日発売[15]、ISBN 978-4-8030-1390-0
  - 『冒険者になりたいと都に出て行った娘がSランクになってた 8』、2020年5月15日発売[16]、ISBN 978-4-8030-1421-1
  - 『冒険者になりたいと都に出て行った娘がSランクになってた 9』、2020年10月15日発売[17]、ISBN 978-4-8030-1456-3
  - 『冒険者になりたいと都に出て行った娘がSランクになってた 10』、2021年4月15日発売[18]、ISBN 978-4-8030-1512-6
  - 『冒険者になりたいと都に出て行った娘がSランクになってた 11』、2021年11月16日発売[19]、ISBN 978-4-8030-1576-8
  - 『冒険者になりたいと都に出て行った娘がSランクになってた 小品集』、2023年11月15日発売[20]、ASIN B0CLKZM8BN（※電子書籍版のみ）

### 漫画
- 門司柿家・toi8（原作）・漆原玖（漫画） 『冒険者になりたいと都に出て行った娘がSランクになってた 黒髪の戦乙女』 アース・スター エンターテイメント〈アース・スター コミックス〉、既刊9巻（2025年8月8日現在）
  1. 2018年10月16日発売[6]、ISBN 978-4-8030-1235-4
  2. 2019年5月11日発売[21]、ISBN 978-4-8030-1292-7
  3. 2019年11月12日発売[22]、ISBN 978-4-8030-1354-2
  4. 2020年8月12日発売[23]、ISBN 978-4-8030-1437-2
  5. 2021年8月12日発売[24]、ISBN 978-4-8030-1546-1
  6. 2022年11月11日発売[25]、ISBN 978-4-8030-1709-0
  7. 2023年10月12日発売[26]、ISBN 978-4-8030-1845-5
  8. 2024年8月9日発売[27]、ISBN 978-4-8030-1910-0
  9. 2025年08月08日発売[28]、ISBN 978-4-8030-2165-3

## テレビアニメ
2022年11月1日に公開されたコミックス第6巻の発売告知CMにてテレビアニメ化が発表され、2023年9月より12月までAT-Xほかにて放送された。

### スタッフ
- 原作 - 門司柿家[4]
- キャラクター原案 - toi8[4]
- 総監督 - もりたけし[4]
- 監督 - 村田尚樹[4]
- シリーズ構成 - 百瀬祐一郎[31]
- キャラクターデザイン・総作画監督 - 柴田淳[4]
- サブキャラクターデザイン - 丹澤学[31]
- モンスターデザイン - 安藤賢司[31]
- プロップデザイン - 片貝文洋[31]
- 美術監督・美術設定 - 加藤賢治[31]
- 色彩設計 - 松山愛子
- 撮影監督 - 今泉秀樹[31]
- 編集 - 櫻井崇
- 音響監督 - 本山哲[31]
- 音響制作 - ブシロードムーブ[31]
- 音楽 - 藤間仁[31]、都丸椋太
- 音楽制作 - NBCユニバーサル・エンターテイメント[31]
- 音楽プロデューサー - 西村潤
- プロデューサー - 西辺誠、菅野雄大、平野隆廣、深谷成輝、古屋沢彌
- アニメーションプロデューサー - 櫻井崇
- アニメーション制作 - 颱風グラフィックス[4]
- 製作 - Sランク娘製作委員会[4]（bilibili、NBCUniversal Entertainment Japan、アース・スター エンターテイメント、エー・ティー・エックス、グッドスマイルフィルム、ブシロードムーブ）

### 主題歌
「閃 -Sen-」
南條愛乃によるオープニングテーマ。作詞は南條愛乃、作曲・編曲は日高勇輝。
「homeward journey」
やなぎなぎによるエンディングテーマ。作詞・作曲はやなぎなぎ、編曲は出羽良彰。

### 各話リスト
| 話数     | サブタイトル                         | 脚本       | 絵コンテ                | 演出       | 作画監督 | 初放送日       |
| -------- | ------------------------------------ | ---------- | ----------------------- | ---------- | --- | -------------- |
| 第一話   | アンジェリンの憂鬱                   | 百瀬祐一郎 | もりたけし              | 村田尚樹   | 丹澤学 Pavel Shmoylov 錦戸未奈 林田多希                                                                                         | 2023年 9月28日 |
| 第二話   | 赤鬼のベルグリフ                     | 百瀬祐一郎 | もりたけし              | 谷澤篤二   | 高橋直樹 松本勝次 佐藤元 陈潔琼 胡威                                                                                            | 10月5日        |
| 第三話   | おかえり、アンジェリン               | 百瀬祐一郎 | もりたけし              | 橋本みつお | 丹澤学 錦戸未奈 飯塚葉子 グレーン                                                                                               | 10月12日       |
| 第四話   | トルネラの穏やかな日常、時々親子喧嘩 | 成尾渚     | もりたけし              | 山口美浩   | 檜垣彰子 藤谷奈美 手島勇人 佐藤大輔 前田義宏 李周鉉 深圳市群想動漫文化発展有限公司 重庆群想動漫制作有限公司 寇晓阳 ワンオーダー | 10月19日       |
| 第五話   | ボルドーへの旅路                     | 百瀬祐一郎 | もりたけし              | 谷口大悟   | 三浦紗智 | 10月26日       |
| 第六話   | 暗躍する反乱分子                     | 成尾渚     | もりたけし アベユーイチ | 橋本みつお | 錦戸美奈 飯塚葉子 佐藤桂 4tune STUDIO CL                                                                                        | 11月2日        |
| 第七話   | 長い夜、明るい朝焼け                 | 百瀬祐一郎 | もりたけし アベユーイチ | 粟井重紀   | 高橋直樹 松本勝次 陈潔琼 胡威 趙親雲 張福民 羅海                                                                                | 11月9日        |
| 第八話   | 森の住人との邂逅                     | 百瀬祐一郎 | もりたけし              | 一居一平   | 桜井木の実 前田義宏 下出麻以 李周鉉 深圳市群想動漫文化発展有限公司 重庆群想動漫制作有限公司 鑫月                                | 11月16日       |
| 第九話   | 親子、それぞれの出会い               | 成尾渚     | もりたけし              | 橋本みつお | 丹澤学 グレーン | 11月23日       |
| 第十話   | 蠢く悪意                             | 百瀬祐一郎 | もりたけし アベユーイチ | 西本由紀夫 | 金明心 宋㰉嬰 金到暎 張耕銓 4tune                                                                                               | 11月30日       |
| 第十一話 | ベルグリフの決断                     | 成尾渚     | もりたけし              | 粟井重紀   | 高橋直樹 松本勝次 陈潔琼 胡威 李品華 趙親雲 姚柏辰 樊春花 胡秀秀                                                                | 12月7日        |
| 第十二話 | 過去との対峙                         | 百瀬祐一郎 | もりたけし              | 井端義秀   | 若山政志 村田陽佑 前田義宏 佐藤大輔 李周鉉 重庆群想動漫制作有限公司 寇晓陽                                                      | 12月14日       |
| 第十三話 | ただいま、お父さん                   | 百瀬祐一郎 | もりたけし              | 村田尚樹   | 桜井木の実 4tune 上海炫舟文化传媒有限公司 光の園・アニメーション                                                                | 12月21日       |

### 放送局
| 放送期間                       | 放送時間                     | 放送局       | 対象地域 | 備考                                                    |
| ------------------------------ | ---------------------------- | ------------ | -------- | ------------------------------------------------------- |
| 2023年9月28日 - 12月21日       | 木曜 23:00 - 23:30           | AT-X         | 日本全域 | 製作局・製作参加 / CS放送 / 字幕放送 / リピート放送あり |
| 2023年10月6日 - 12月29日       | 金曜 1:05 - 1:35（木曜深夜） | TOKYO MX     | 東京都   |                                                         |
|                                | 金曜 1:45 - 2:15（木曜深夜） | 新潟テレビ21 | 新潟県   |                                                         |
| 2023年10月7日 - 12月30日       | 土曜 22:30 - 23:00           | BS日テレ     | 日本全域 | BS/BS4K放送 / 『アニメにむちゅ〜』枠                    |
| 2023年10月13日 - 2024年1月5日  | 金曜 2:30 - 3:00（木曜深夜） | 北海道テレビ | 北海道   |                                                         |
| 2023年10月22日 - 2024年1月21日 | 日曜 2:30 - 3:00（土曜深夜） | 北陸朝日放送 | 石川県   |                                                         |
| 2023年10月28日 -               | 土曜 1:20 - 1:50（金曜深夜） | 長崎文化放送 | 長崎県   |                                                         |

インターネットでは、ABEMAにて2023年9月28日より木曜23時から23時30分に配信。DMM TV、dアニメストア、FOD、HAPPY!動画、Huluストア、J:COMオンデマンド、milplus、Prime Video、TELASA、バンダイチャンネル、U-NEXTでも配信される。

### BD
| 巻  | 発売日        | 収録話         | 規格品番  |
| --- | ------------- | -------------- | --------- |
| BOX | 2024年2月28日 | 第1話 - 第13話 | GNXA-2400 |